# VR Tka6
Der finnische Schwerkleinwagen Tka6 wurde von der Staatsbahngesellschaft Valtionrautatiet (VR) zwischen 1972 und 1973 in 29 Exemplaren beschafft.

## Geschichte
Die Kleinwagen wurden von Saalasti in Kirkkonummi hergestellt. Als Grundlage dienten ausgemusterte offene Güterwagen der Baureihe Hk, die ursprünglich von der Maschinenbauwerkstatt Pasila gebaut wurden. Die Fahrzeuge waren für Gleisinstandhaltungsarbeiten und den Transport leichter Arbeitszüge vorgesehen. Hinter dem Führerhaus ist eine Ladefläche vorhanden.
Im Oktober 2006 waren in Finnland noch folgende Fahrzeuge im Einsatz: Tka6 138 und 165 bei VR, beide für Sonderaufgaben umgebaut, die Tka6 140 und 158, die an Fundia Oy in Pohjankuru verkauft wurden und Tka6 140, die an Simo Siekkels in Pieksämäki abgegeben wurde. Vom Hersteller direkt verkauft wurden ein Exemplar an die Zuckerfabrik in Säkylä und die HKL Tka6. Der Kleinwagen hat durch den Direktverkauf an die Zuckerfabrik Säkylä nie eine VR-Nummer erhalten. Dort wurde er für den internen Transport von Zuckerrübenzügen verwendet. Er wurde am 9. Februar 2023 mit der Nummer Tka6 131 versehen und an Sinisten vaunujen ystävät abgegeben.
Bei VR wurden sie durch die Baureihen Tka7 und Tka ersetzt. Einige der ausgemusterten Exemplare wurden nach Estland verkauft.
Tka6 139, 149, 153, 158 und 164 kamen zu Enefit Kaevandused, ein Förderer von Ölschiefer. Tka6 150 wurde von Scandagra Eesti AS, einem Erzeuger von landwirtschaftlichen Geräten übernommen, Tka6 160 kam zu Kunda Trans AS für die Bedienung eines Privatanschlusses von Rakvere nach Kunda und Tka6 155 zu Sillamäe Sadam AS für den Rangierbetrieb im Hafen Sillamäe. Tka6 150, 162 und 169 gingen an die Eesti Raudtee und kamen danach zu GoTrack OÜ.

## Verbleib
- Tka6 149, das letzte als Reservefahrzeug in Pieksämäki eingesetzte Fahrzeug der Baureihe bei VR, wurde im Oktober 2006 als Reservelokomotive an das Chemieunternehmen Enefit Kaevandused in Estland verkauft.[1]
- Tka6 140 hat 2008 die EVN-Nummer 98 10 0281 001-9 erhalten. Die Lokomotive gehörte ab dem Zeitpunkt Celsa Steel Service Oy und die Wartung wird von Teräspyörä Oy übernommen.[4] Das Fahrzeug wurde für den Stahltransport vom eigenen Hafen zum nahegelegenen Produktionswerk verwendet. Zum Jahreswechsel 2013/14 wurde dieser Betrieb eingestellt und das Fahrzeug an KTI-Urakointi Ay in Pieksämäki verkauft.[5] Am 4. April 2016 übernahm Sundström Ab Oy aus Pedersöre den gesamten Fahrzeugpark von KTI-Urakointi Ay.[6]
- Tka6 158, ebenfalls bei Celsa Steel Service Oy in Pohjankuru, wurde nach etwa fünf Jahren Abstellzeit an die estnische Põlevkivi Raudtee AS verkauft. Die Lokomotive wurde am 3. Januar 2008 nach Kohtla-Järve geliefert.[4]
- Tka6 138 wurde im Februar/März 2010 abgestellt und ausgemustert[7] und am 5. November 2012 als Museumsfahrzeug an Haapamäen Museoveturiyhdistys ry abgegeben.[8]
- Tka6 166 wurde 2012 nach Estland verkauft. Sie wurde nach der Ausmusterung von VR zuletzt vom Schrotthändler Simo Siekkel in Pieksämäki für Verschubarbeiten auf dem Werksgelände genutzt. Nach einem Führerhausbrand war sie mehrere Jahre abgestellt und erhielt vor dem Verkauf das Führerhaus der Tka6 163.[9]

## HKL Tka6
Die Tka6 der Helsingin kaupungin liikennelaitos (Tka6-2, HKL 2130) hat eine Motorleistung von 158 kW, auf der Ladefläche ist ein Kran montiert. Das Fahrzeug wurde Ende 2020 abgestellt.

## Andere Varianten
Es wurden noch weitere fünf Fahrzeuge in ähnlicher Ausführung gebaut. Die Tka6-04 bis 06 wurden an Edelaraudtee in Estland geliefert und in Tallinn-Väike beheimatet. Die Tka6-08 und 09 gingen an die Eesti Raudtee und kamen danach zu GoTrack OÜ.